# 大萼木姜子
大萼木姜子（学名：Litsea baviensis），为樟科木姜子属下的一个种。